# 前川正義
前川 正義（まえかわ まさよし、1923年 - 没年不明）は愛知県出身のプロ野球選手（二塁手、三塁手、捕手）。

## 来歴・人物
東邦商業（現・東邦高等学校）在学中は、甲子園に3回出場（春2回〔1940年,1941年〕、夏1回〔1940年〕）。当時の東邦商は全国に名だたる強豪で、前川の在学中には1940年春の大会はベスト4，1940年夏の大会ではベスト8，そして結果的に最後の出場となった1941年春の大会では見事全国優勝を飾った（次の1941年夏の大会は戦争の激化により、愛知県では予選が中止された）。そのチームで前川は三塁手として出場し、これらの輝かしい実績に大きく貢献した。
東邦商業でバッテリーを組んでいた松本貞一、玉置玉一（ともに投手）、池端忠夫（捕手）と共に1942年に阪神軍に入団。しかし、当時の阪神内野陣の選手層は厚く、土井垣武,野口昇,三輪裕章,平林栄治らの名手に割って入る事は中々出来なかった。加えて投手として入団した、東邦商時代の同級生の松本や玉置が、内野に転向して活躍し始めた事により、出番が無くなっていった。1942年9月14日の大洋戦が、プロ野球で唯一のスタメン出場（守備位置は、これも生涯唯一の三塁手だった）。この試合ではこれまた唯一打席に立ち、三振に倒れた。結局この試合を含めて、プロ野球では5試合しか出場できなかった（後の4試合は守備固めとして出場。内訳は二塁手3試合、捕手1試合）。
戦争のさらなる激化により阪神軍には数ヶ月しか在籍する事ができず、1942年シーズン終了を待たずに応召され、その後戦死した（正確な没年月日、死没場所は不明）。20～23歳の短い生涯だった。
東京ドーム敷地内にある、鎮魂の碑には彼の名が刻まれている。

## 詳細情報

### 年度別打撃成績
| 年 度     | 球 団     | 試 合 | 打 席 | 打 数 | 得 点 | 安 打 | 二 塁 打 | 三 塁 打 | 本 塁 打 | 塁 打 | 打 点 | 盗 塁 | 盗 塁 死 | 犠 打 | 犠 飛 | 四 球 | 敬 遠 | 死 球 | 三 振 | 併 殺 打 | 打 率 | 出 塁 率 | 長 打 率 | O P S |
| --------- | --------- | ----- | ----- | ----- | ----- | ----- | -------- | -------- | -------- | ----- | ----- | ----- | -------- | ----- | ----- | ----- | ----- | ----- | ----- | -------- | ----- | -------- | -------- | ----- |
| 1942      | 阪神      | 5     | 1     | 1     | 0     | 0     | 0        | 0        | 0        | 0     | 0     | 0     | 0        | 0     | --    | 0     | --    | 0     | 1     | --       | .000  | .000     | .000     | .000  |
| 通算：1年 | 通算：1年 | 5     | 1     | 1     | 0     | 0     | 0        | 0        | 0        | 0     | 0     | 0     | 0        | 0     | --    | 0     | --    | 0     | 1     | --       | .000  | .000     | .000     | .000  |

### 背番号
- 16 （1942年）[3]